# Luís Álvaro Costa Pinto
Luís Álvaro Costa Pinto (Salvador, Bahia, 1930- ), es un muy destacado sociólogo de Brasil.

## Biografía
Fue profesor de la Universidad de Brasil, y posteriormente formó parte de los cuadros docentes de la Universidad Federal de Río de Janeiro.
Durante 1957 a 1959 estuvo a cargo de la Misión de Ciencias Sociales de UNESCO para América Latina, participando en 1959 en el Comité de Peritos sobre Relaciones de Raza de UNESCO. En 1957 Costa Pinto fundó el Centro Latinoamericano de Investigación en Ciencias Sociales el cual dirigió entre 1957 y 1961. A fines de la década de 1950 fue vicepresidente de la Asociación Internacional de Sociología.

## Obras
Escribió más de 20 libros sobre sociología, siendo muy considerado el título "Las Ciencias Sociales en Brasil".
- La sociología del cambio y el cambio de la sociología.
- Las Ciencias Sociales en Brasil
- Nacionalismo y militarismo 1969
- Río de Janeiro - Melting pot of people
- Economic Development, social change, and population problems in Brasil
- Estructura de clases y cambio social
- Sociologia e Desenvolvimiento